# Даија Сето
Даија Сето (јап. 瀬戸 大也, романизовано као Seto Daiya; Моројама, 24. мај 1994) јапански је пливач чија специјалност је пливање трка мешовитим и делфин стилом. Вишеструки је светски првак у тркама на 200 и 400 метара слободно у великим и малим базенима, јапански и азијски рекордер и учесник Олимпијских игара. Некадашњи је светски рекордер у трци на 200 метара делфин стилом.

## Биографија
Сето је почео да тренира пливање још као петогодишњи дечак, а на међународној сцени дебитовао је током 2010. пливајући на митинзима светског купа у малим базенима. Две године касније учестовао је на националним квалификацијама за ЛОИ 2012. где је обе појединачне трке мешовитим стилом завршио на трећем месту. У зиму исте године учестовао је и на светском првенству у малим базенима у турском Истанбулу, где је освојио и прву медаљу у међународној конкуренцији, злато на 400 мешовито. на дупло краћој деоници освојио је сребрну медаљу. 
На светским првенствима у великим базенима дебитовао је у Барселони 2013. где је освојио и титулу светског првака на 400 мешовито. Титулу светског првака у истој дисциплини одбранио је две године касније у Казању 2015. године.
Дебитантски наступ на олимпијским играма остварио је у Рију 2016. где се такмичио у две дисциплине. У трци на 400 мешовито је освојио бронзану медаљу, док је у финалу трке на 200 делфин заузео пето место. 
Учестовао је и на светским првенствима у Будимпешти 2017. (бронзе на 200 делфин и 400 мешовито) и Квангџуу 2019. (злато на 200 и 400 мешовито и сребро на 200 делфин), а квалификовао се и за наступ на ЛОИ 2020. у Токију. 

## Лични рекорди
На дан 23. јун
- 200 мешовито — 1:56,82 (испливан 10. априла 2015)
- 400 мешовито — 4:07,95 (испливан 22. јуна 2019)
- 200 делфин — 1:54,08 (испливан 21. септембра 2014)